# Stephanopis ahenea
Stephanopis ahenea là một loài nhện trong họ Thomisidae.
Loài này thuộc chi Stephanopis. Stephanopis ahenea được Ilka Maria Fernandes Soares & Ilka Maria Fernandes Soares miêu tả năm 1946.